# Marsdenia medogensis
Marsdenia medogensis är en oleanderväxtart som beskrevs av Ping Tao Li. Marsdenia medogensis ingår i släktet Marsdenia och familjen oleanderväxter. Inga underarter finns listade i Catalogue of Life.